# 豊町 (春日部市)
豊町（ゆたかちょう）は、埼玉県春日部市の町名。現行行政地名は豊町一丁目から豊町六丁目。一丁目の一部、および五丁目から六丁目の一部で住居表示実施済み。郵便番号は344-0066。

## 地理
埼玉県の東部地域で、春日部市の西部に位置する地区である。東側を谷原、南側を谷原新田や上大増新田や増富、西側を南中曽根、北側を西八木崎や中央と隣接する。西側は国道16号岩槻春日部バイパスの南中曽根交差点付近で新方袋とも僅かに隣接する。地区内は市街化区域で、主に第一種中高層住居専用地域や第二種住居地域の住宅地となっている。生産緑地地区は地内に見られない。
豊町二丁目付近に会之堀川の流頭部がある。

### 地価
住宅地の地価は、2024年（令和6年）の公示地価によれば、豊町1丁目15番15号の地点で12万2,000円/m2となっている。

## 歴史
- 1984年（昭和59年）12月1日 - 住居表示実施により、大字新方袋、増富、南中曽根、谷原新田、粕壁の各一部より豊町一丁目 - 六丁目が成立する[6]。
- 2005年（平成17年）10月1日 - 春日部市が北葛飾郡庄和町と合併し、新たな春日部市が発足、同市の町丁となる。

## 世帯数と人口
2024年（令和6年）1月1日現在の世帯数と人口は以下の通りである
| 丁目       | 世帯数    | 人口    |
| ---------- | --------- | ------- |
| 豊町一丁目 | 513世帯   | 1,094人 |
| 豊町二丁目 | 689世帯   | 1,413人 |
| 豊町三丁目 | 282世帯   | 605人   |
| 豊町四丁目 | 112世帯   | 201人   |
| 豊町五丁目 | 805世帯   | 1,679人 |
| 豊町六丁目 | 470世帯   | 1,025人 |
| 計         | 2,871世帯 | 6,017人 |

## 小・中学校の学区
市立小・中学校に通う場合、学区は以下の通りとなる。
| 丁目       | 番地 | 小学校               | 中学校               |
| ---------- | ---- | -------------------- | -------------------- |
| 豊町一丁目 | 全域 | 春日部市立立野小学校 | 春日部市立大増中学校 |
| 豊町二丁目 | 全域 | 春日部市立立野小学校 | 春日部市立大増中学校 |
| 豊町三丁目 | 全域 | 春日部市立立野小学校 | 春日部市立大増中学校 |
| 豊町四丁目 | 全域 | 春日部市立立野小学校 | 春日部市立大増中学校 |
| 豊町五丁目 | 全域 | 春日部市立立野小学校 | 春日部市立大増中学校 |
| 豊町六丁目 | 全域 | 春日部市立立野小学校 | 春日部市立大増中学校 |

## 交通
地内に鉄道は敷設されていない。最寄り駅は東武鉄道伊勢崎線（東武スカイツリーライン）春日部駅で、豊町1丁目15番15号の地点からおよそ1,700 m離れている。また、地図上ではより近くに東武鉄道野田線（東武アーバンパークライン）豊春駅もしくは八木崎駅もあり、地区西部の一部で徒歩圏内にある。

### 道路
- 国道16号岩槻春日部バイパス
- 埼玉県道2号さいたま春日部線
- ユリノキ通り

### バス
朝日自動車杉戸営業所
地内に「第一公園入口」、「豊町二丁目」、「豊町五丁目」、「豊春第二公民館入口」、「立野小北」、「豊春第九公園前」、「第八公園前」停留所（系統番号：KB31-33）が設置されている。
春日部市コミュニティバス「春バス」
地区内を縦貫・巡回する路線は設定されていない。

## 施設
- 新方袋地区集会所
- サニータウン集会所
- 豊町第1公園
- 新方袋第2公園
- 新方袋第3公園

二丁目
- 春日部豊町郵便局
- 東京電力パワーグリッド八木崎変電所
- 豊町第2公園（通称:ロケット公園）

三丁目
- 大沼第5公園
- 大沼第7公園
- 大沼第8公園
- 大沼第9公園
- 大沼第10公園

四丁目
- 豊町第3公園

五丁目
- 豊春第二公民館
- 豊町第4公園
  - 豊町第二自治会館
- 豊町第6公園

六丁目
- 南中曽根第5公園
- 豊春第8公園
- 豊春第9公園
- 藤塚第20公園